# Dicyrtaspis aurantia
Dicyrtaspis aurantia är en stekelart som beskrevs av Van Achterberg 2003. Dicyrtaspis aurantia ingår i släktet Dicyrtaspis och familjen bracksteklar. Inga underarter finns listade i Catalogue of Life.